# جانسن (مینه‌سوتا)
جانسن، مینه‌سوتا (به انگلیسی: Johnson, Minnesota) یک شهر در ایالات متحده آمریکا است که در شهرستان بیگ استون، مینه‌سوتا واقع شده‌است.

## خصوصیات
جانسن ۰٫۷۸ کیلومترمربع مساحت و ۲۹ نفر جمعیت دارد و ۳۴۵ متر بالاتر از سطح دریا واقع شده‌است.